# Йоасаф III Берски
Йоасаф (на гръцки: Ιωάσαφ) е православен духовник, митрополит на Вселенската патриаршия.

## Биография
Йоасаф е избран за берски митрополит в 1645 година като наследник на станалия александрийски патриарх митрополит Йоаникий. На 28 април 1848 година патриарх Йоаникий II Константинополски по време на първия си патриархат издейства ферман за правата на митрополит Йоасаф, който поради болест е загубил контрол върху стадото си. Ферманът потвърждава правата му да събира такси от паството си. Митрополит Йоасаф умира в 1649 година.